# Aptyxis boettgeri
Aptyxis boettgeri is een slakkensoort uit de familie van de Fasciolariidae. De wetenschappelijke naam van de soort werd in 1884 voor het eerst geldig gepubliceerd door H.F. von Maltzan.